# Kabupaten Merangin
Kabupaten Merangin (engelska: Merangin Regency) är ett kabupaten i Indonesien.   Det ligger i provinsen Jambi, i den västra delen av landet, 700 km nordväst om huvudstaden Jakarta. Antalet invånare är 350 049.